# Cesi (Terni)
Cesi è una frazione del comune di Terni, nella regione Umbria.
Il piccolo paese giace ad un'altitudine di 437 m s.l.m. sulle pendici del monte Eolo, una delle ultime propaggini dei monti Martani verso sud. Esso dista circa 10 km da Terni, nella periferia nord verso Carsulae. La posizione del paese, addossato alla montagna, è ideale per offrire un panorama dell'intera conca ternana. Secondo i dati Istat del 2001, vi abitano 682 residenti.

## Storia
Le probabili origini umbre del paese sono testimoniate dai resti di mura che si trovano poco sotto la posizione occupata attualmente. Salendo, invece, verso la cima del Monte Torre Maggiore (1.121 m), si incontrano i resti di un complesso religioso italico risalente al VI secolo a.C., venuti alla luce con una campagna di scavi.
Poco lontano, resti di mura poligonali coeve dovevano racchiudere quella che era probabilmente la città umbro-romana di Clusiolum.
Nel Medioevo, Cesi era un feudo degli Arnolfi e capitale delle Terre Arnolfe da loro possedute (Arnulf era il nome del signore longobardo che ivi arrivò prima del 1000).
Il nome del borgo deriva dal latino caesa, che segnala un luogo diboscato. 
Il paese ha dato i natali all'omonima casata Cesi che acquisì il titolo di duchi di Acquasparta. Da questa nobile famiglia discendono cinque cardinali e Federico Cesi, fondatore dell'Accademia Nazionale dei Lincei.
Comune autonomo facente parte fino al 1927 della provincia dell'Umbria, fu accorpato nello stesso anno nel comune provincia.

## Il progetto "Cesi porta dell'Umbria, porta delle meraviglie"

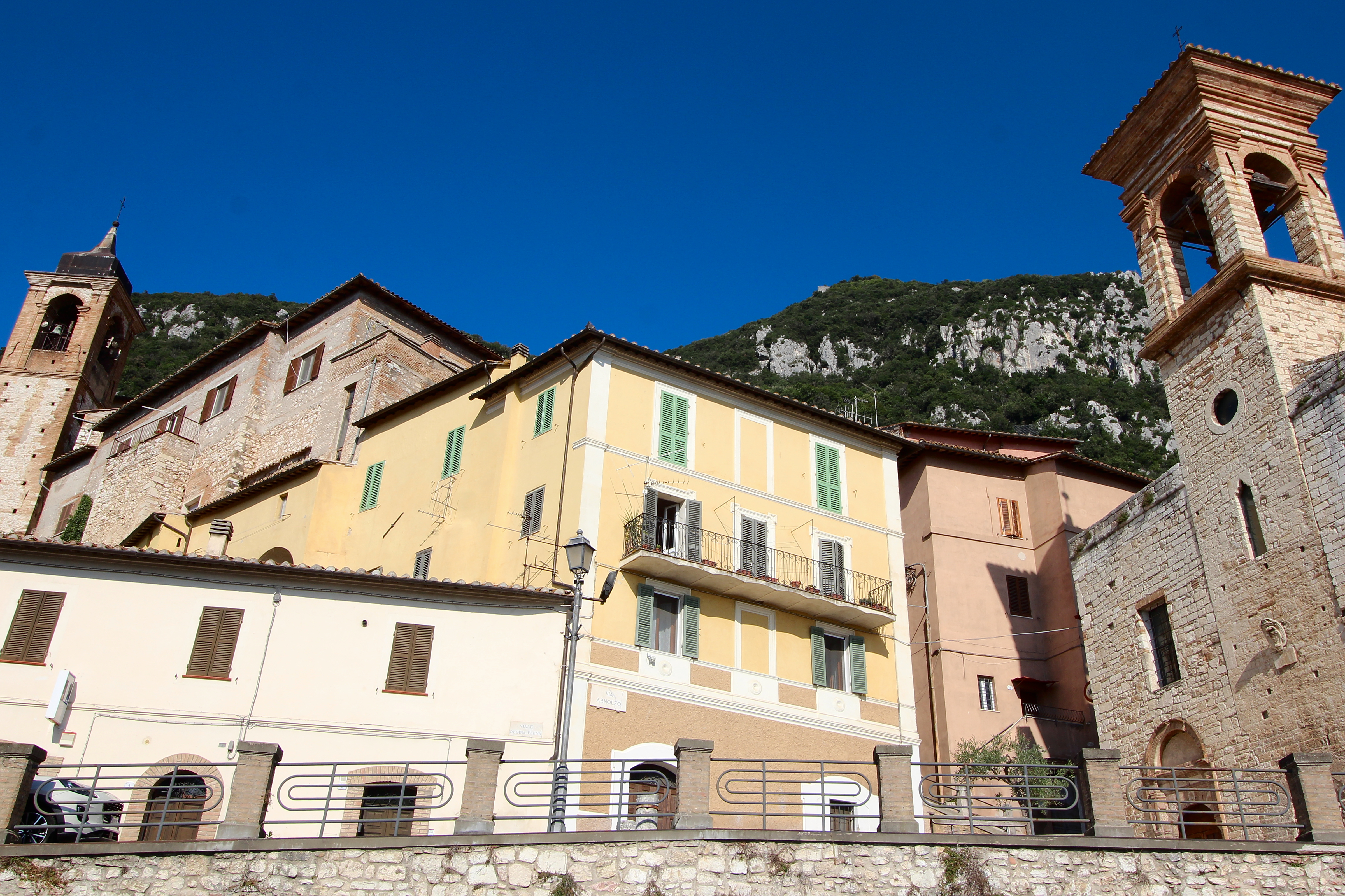
Veduta di Cesi

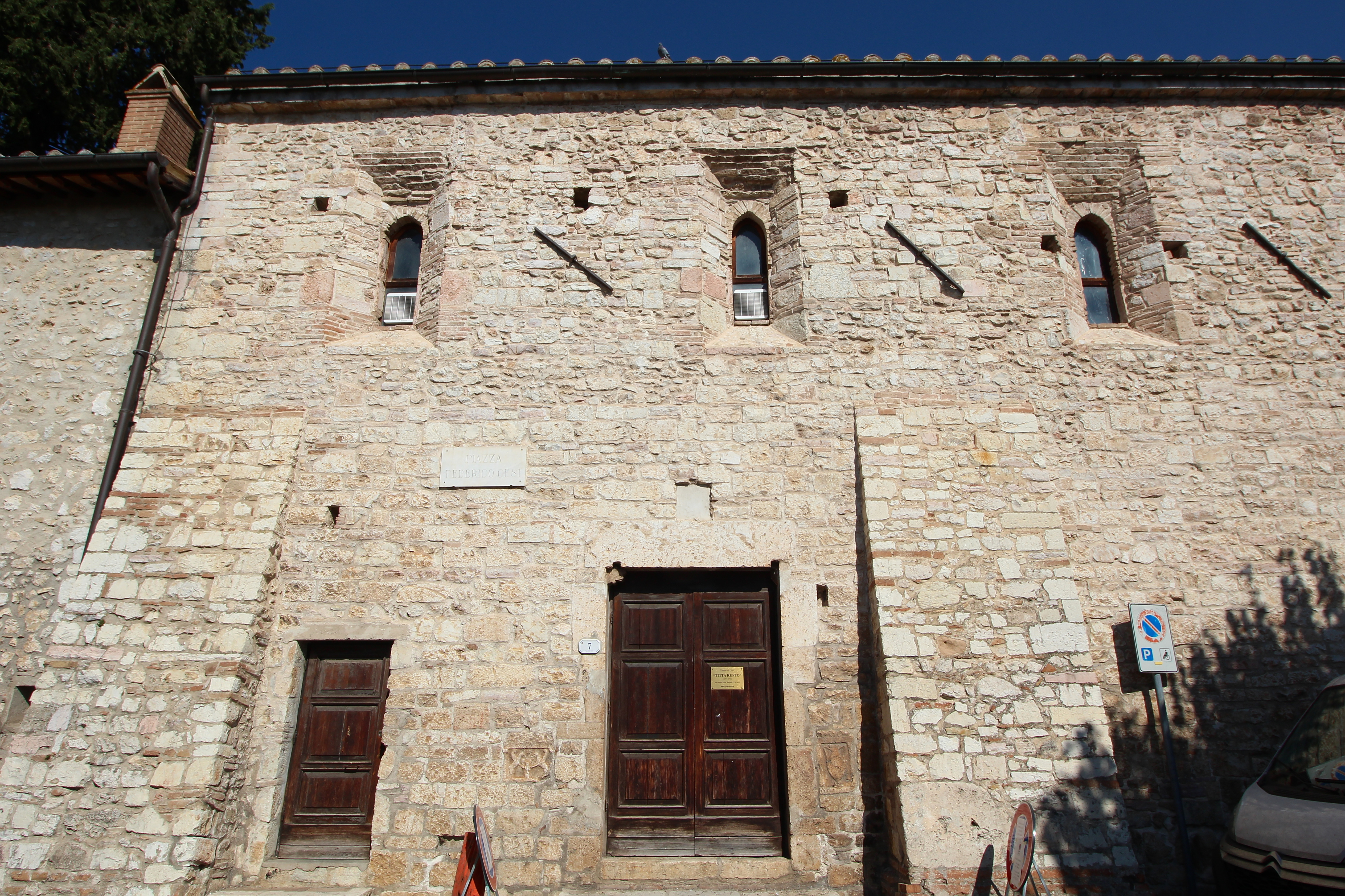
L'ex chiesa di Sant'Andrea, oggi Teatro Titta Ruffo

Nel 2021 il Comune di Terni ha presentato un progetto pilota per la rigenerazione culturale sociale ed economica del borgo di Cesi (frazione del Comune di Terni), finanziato, insieme ad altri 20 in Italia, dal Ministero della Cultura tramite il PNRR M1C3 – Intervento 2.1 – Attrattività dei borghi storici, meglio conosciuto come Bando Borghi - Linea A .
Il progetto è ora in fase di realizzazione secondo un cronoprogramma che prevede il termine per tutti gli interventi entro il 2026. Il bando, voluto dal Ministero della Cultura, ha finanziato con 20 milioni ciascuno 21 Comuni selezionati in tutta Italia.
Il progetto s'intitola "Cesi porta dell'Umbria e porta delle meraviglie"
Gli obiettivi che il progetto si propone sono quelli di rendere Cesi e il suo territorio di nuovo attrattivi, dotare il borgo di nuove funzioni, con particolare attenzione per lo sviluppo degli sport outdoor, per la valorizzazione dei beni culturali, delle aree archeologiche e del patrimonio immateriale. Per questo saranno realizzati interventi coordinati, con una forte collaborazione tra pubblico e privato e con un modello di gestione definito insieme al Comune di Terni, per la riqualificazione, il restauro, il riuso e la gestione di immobili in parte già di proprietà del Comune di Terni, per la realizzazione di nuove infrastrutture, per l’utilizzo delle più attuali tecnologie nei settori della mobilità sostenibile, dell’efficientamento energetico e della connessione digitale e creare, di conseguenza, nuova occupazione e una nuova residenzialità, nuovi rapporti sociali e comunitari tra i residenti e tra loro e gli ospiti.
Gli interventi che saranno realizzati sono 45, di cui 20 riguarderanno esclusivamente il Comune e verranno realizzati su immobili, strutture e infrastrutture di proprietà comunale.
Altri 25 saranno realizzati in partenariato.
Gli interventi possono quindi essere suddivisi tra quelli per infrastrutture, per servizi e forniture, per contributi a privati e patti di collaborazioni con le associazioni. 
Gli interventi infrastrutturali riguarderanno:
- Rete sentieristica - percorsi mtb - arrampicata – pista parapendio
- Mura e Torri Medievali
- Sala Museo ed ex Cinema Parrocchiali
- Osservatorio Astronomico “P. Bellelli”
- Strada Cesi-Sant’Erasmo
- Ex Teatro Chiesa S. Andrea
- Ex Tiro a Volo
- Palazzo Stocchi
- Campo Sportivo comunale
- Ex Convento Sant'Onofrio
- Ex Convento Madre Francesca Peticca

Contributi ai privati verranno concessi per:
- ripopolare il borgo attraverso affitti calmierati, acquisto prima casa e interventi di imprenditoria femminile e giovanile, start up
- per la ristrutturazione di edifici privati da adibire a albergo diffuso
- per la ristrutturazione di locali da adibire ad attività commerciali
- attraverso i patti di collaborazione ai soggetti che hanno risposto alla manifestazione d’interesse

## Economia e manifestazioni
Sul pianoro di S. Erasmo si trova un osservatorio astronomico.

## Infrastrutture e trasporti
A Cesi, il servizio di mobilità pubblica è gestito da Busitalia Umbria con alcune linee passanti urbane ed extraurbane ternane: 3(Cesi Scalo) e E616 (Acquasparta,Portaria, Cesi)

## Monumenti e luoghi d'interesse

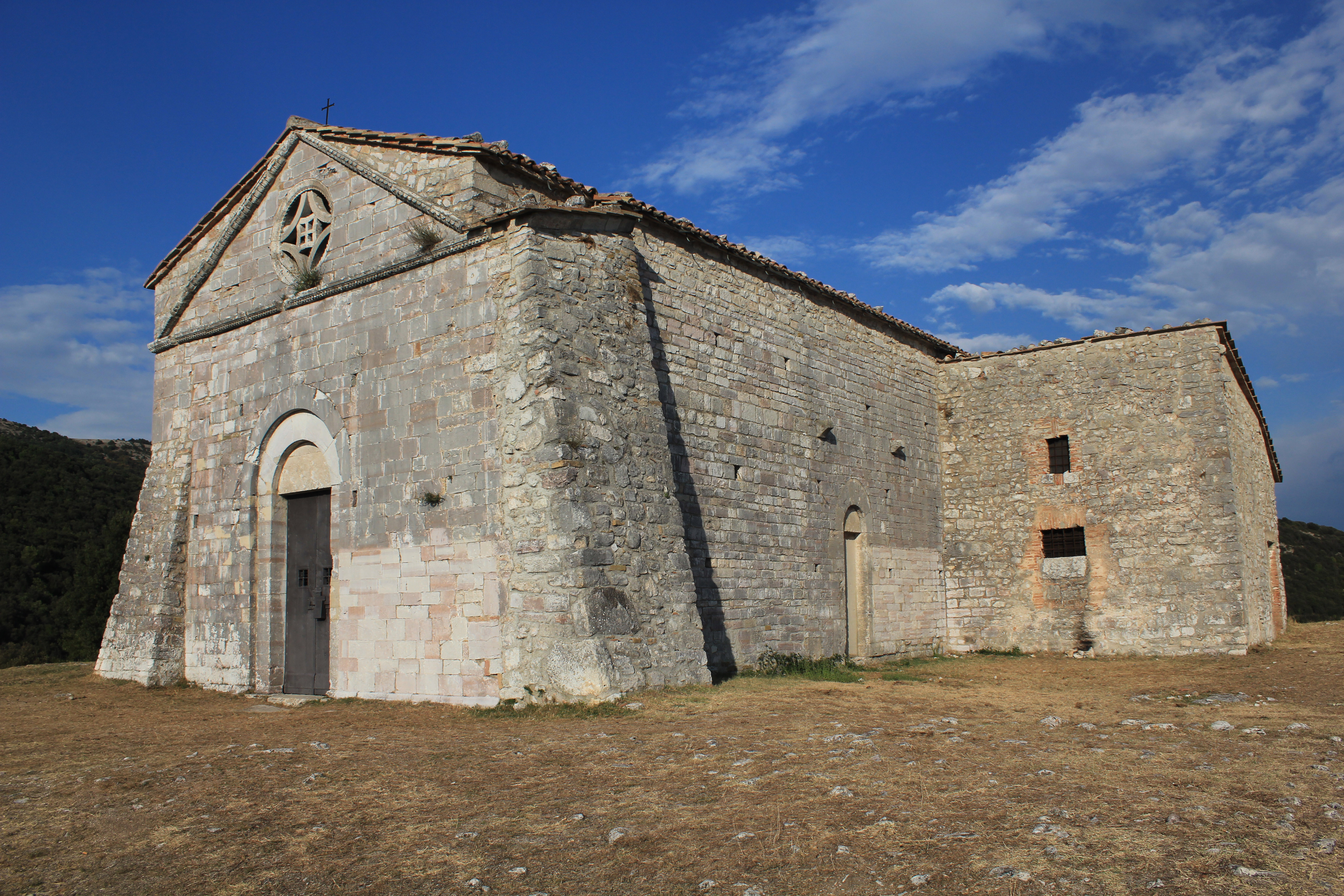
Chiesa di Sant'Erasmo.

- Chiesa di S. Michele Arcangelo (1080), paleocristiana di stile romanico, usata anche per convegni e concerti per il Settembre musicale cesano.
- Palazzo Contelori, ex-sede della antica Municipalità di Cesi (ora soppressa), restaurato nel XVII secolo;
- Chiesa di S. Andrea, con cippi funerari provenienti da Carsulae posti sulla facciata.
- Chiesa parrocchiale di S. Maria Assunta (XVI-XVIII secolo). All'interno si trova una pala d'altare del Maestro di Cesi;
- Palazzo Cittadini-Cesi (XVI secolo);
- Cinta muraria medievale, che sale fino ai 790 m del pianoro di Sant'Erasmo, accompagnata da un sistema di torri di guardia;
- Arce umbra (V-VI secolo a.C.), con mura poligonali;
- Chiesetta di S. Erasmo (XII secolo), fondata dai benedettini e costruita in stile romanico;
- Palazzo Stocchi, da cui si può penetrare nella cosiddetta grotta Eolia;
- Palazzo Eustachi;
- Chiesa di Sant'Onofrio in forte degrado

## Sport
La principale squadra di calcio è l'A.S.D. Cesi F.C. che milita in Seconda Categoria Girone E.
- Mountain bike
- Escursionismo
- Speleologia
- Arrampicata Sportiva

## Galleria d'immagini

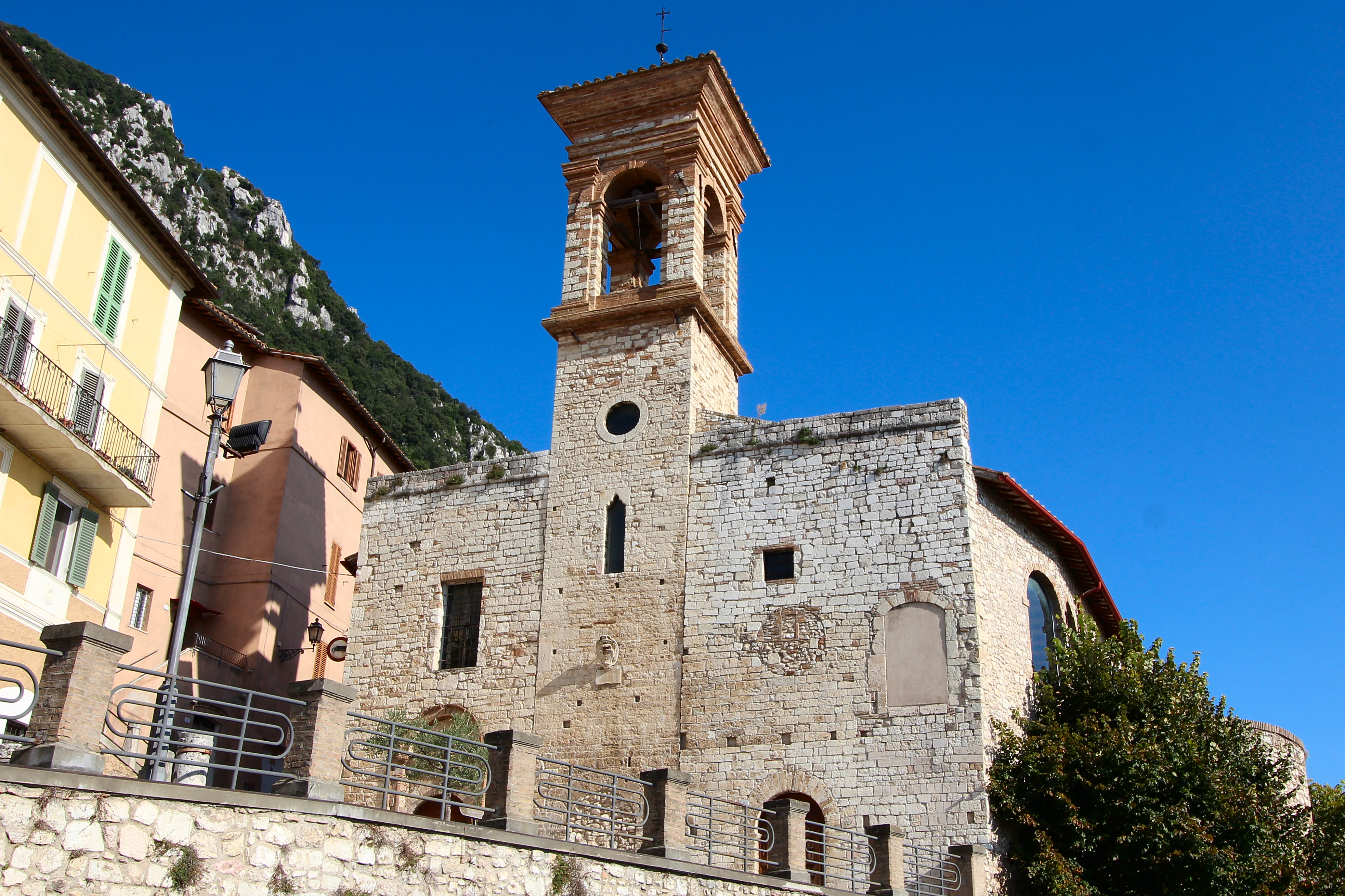
La chiesa di San Michele Arcangelo
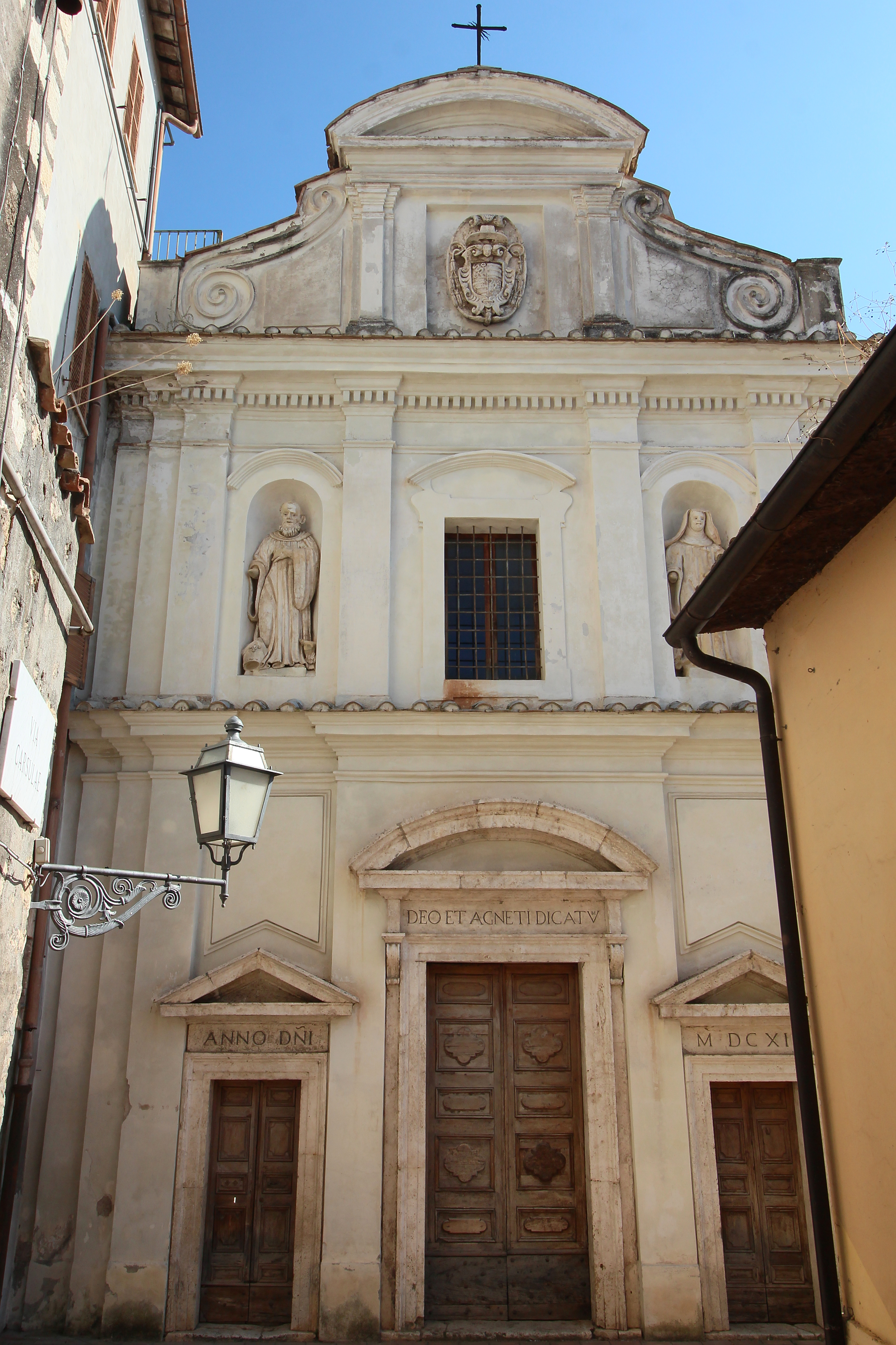
La chiesa di Sant'Angnese
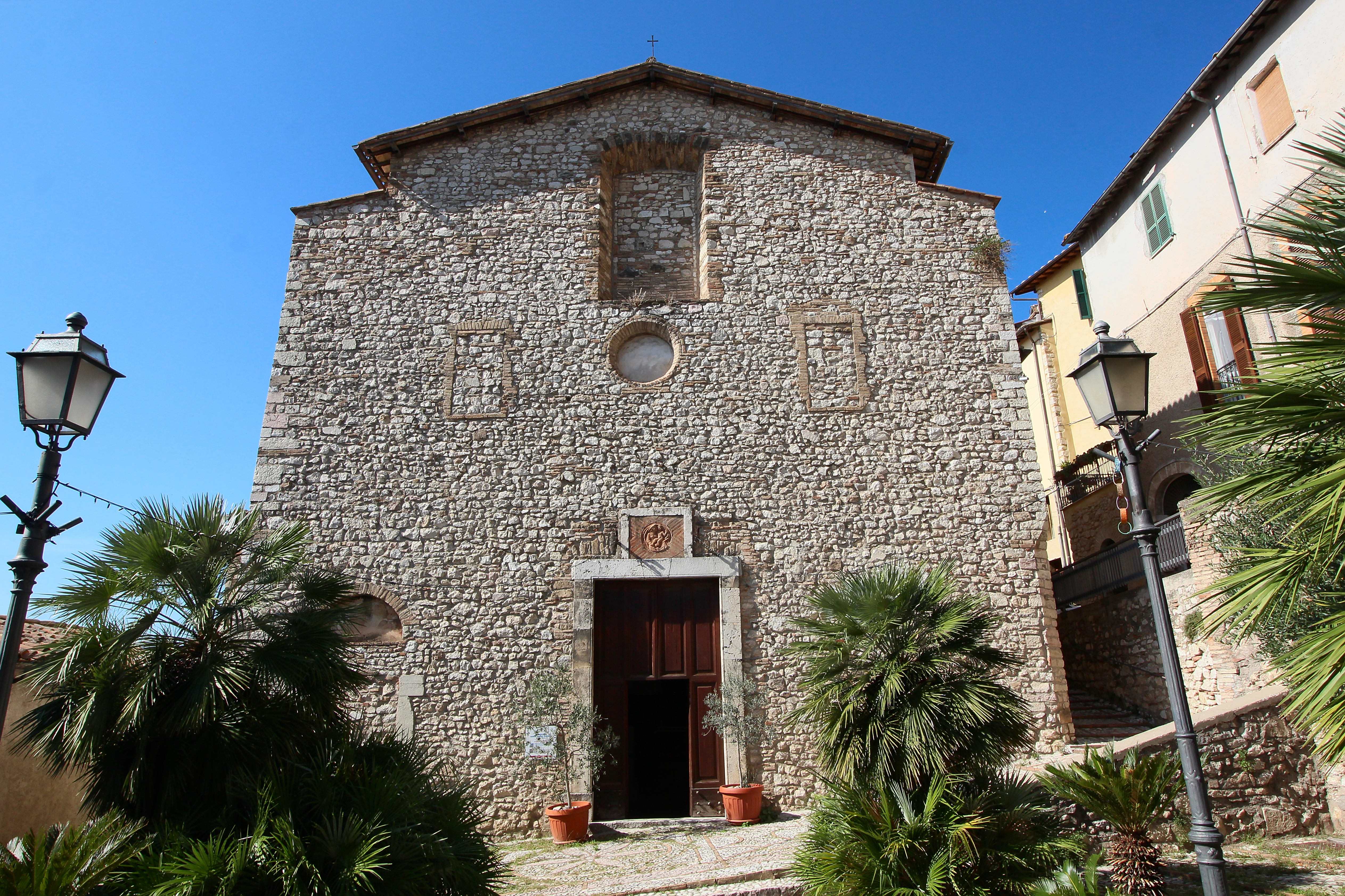
La chiesa Santa Maria Assunta
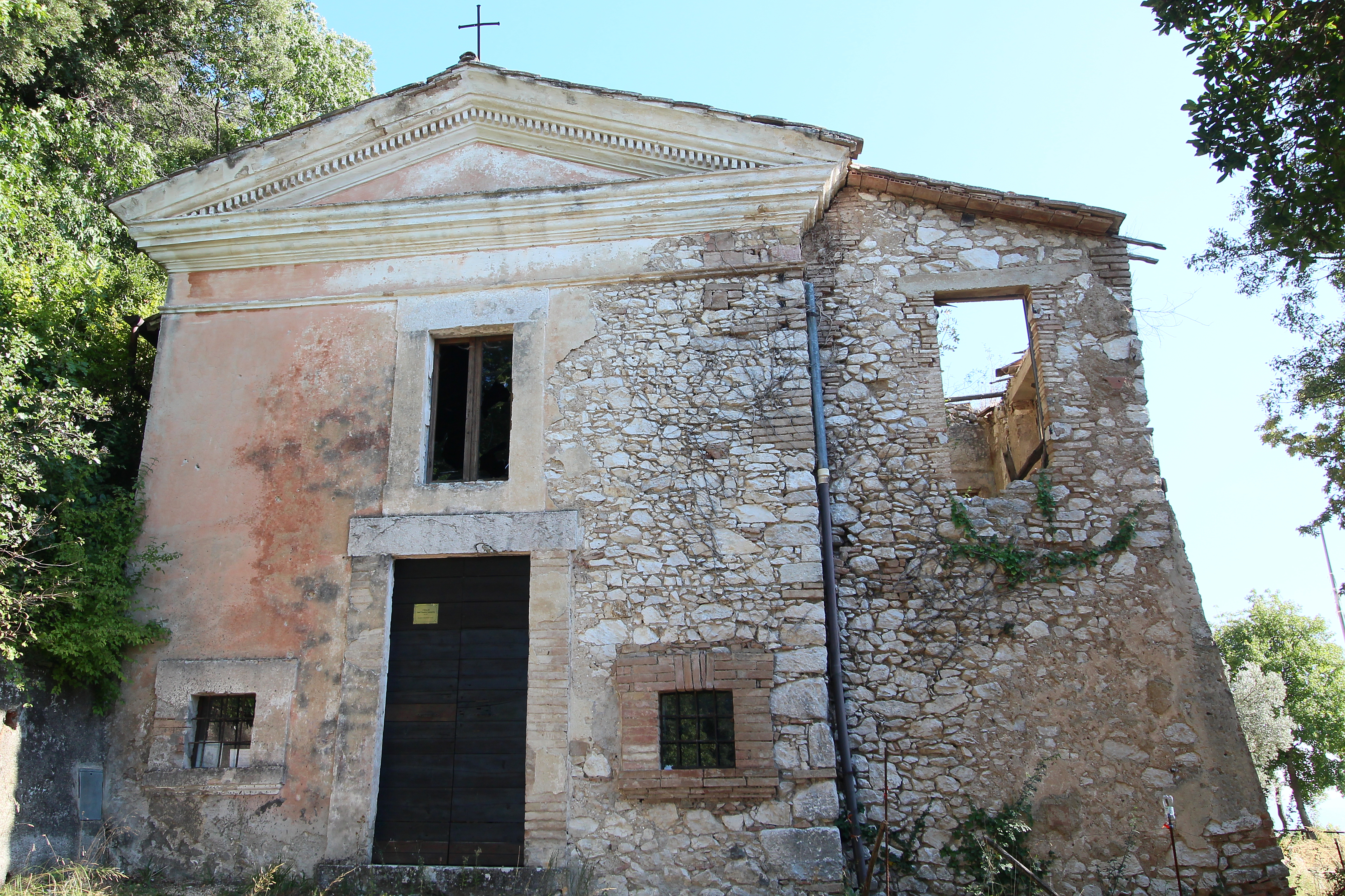
I ruderi di Sant'Onofrio
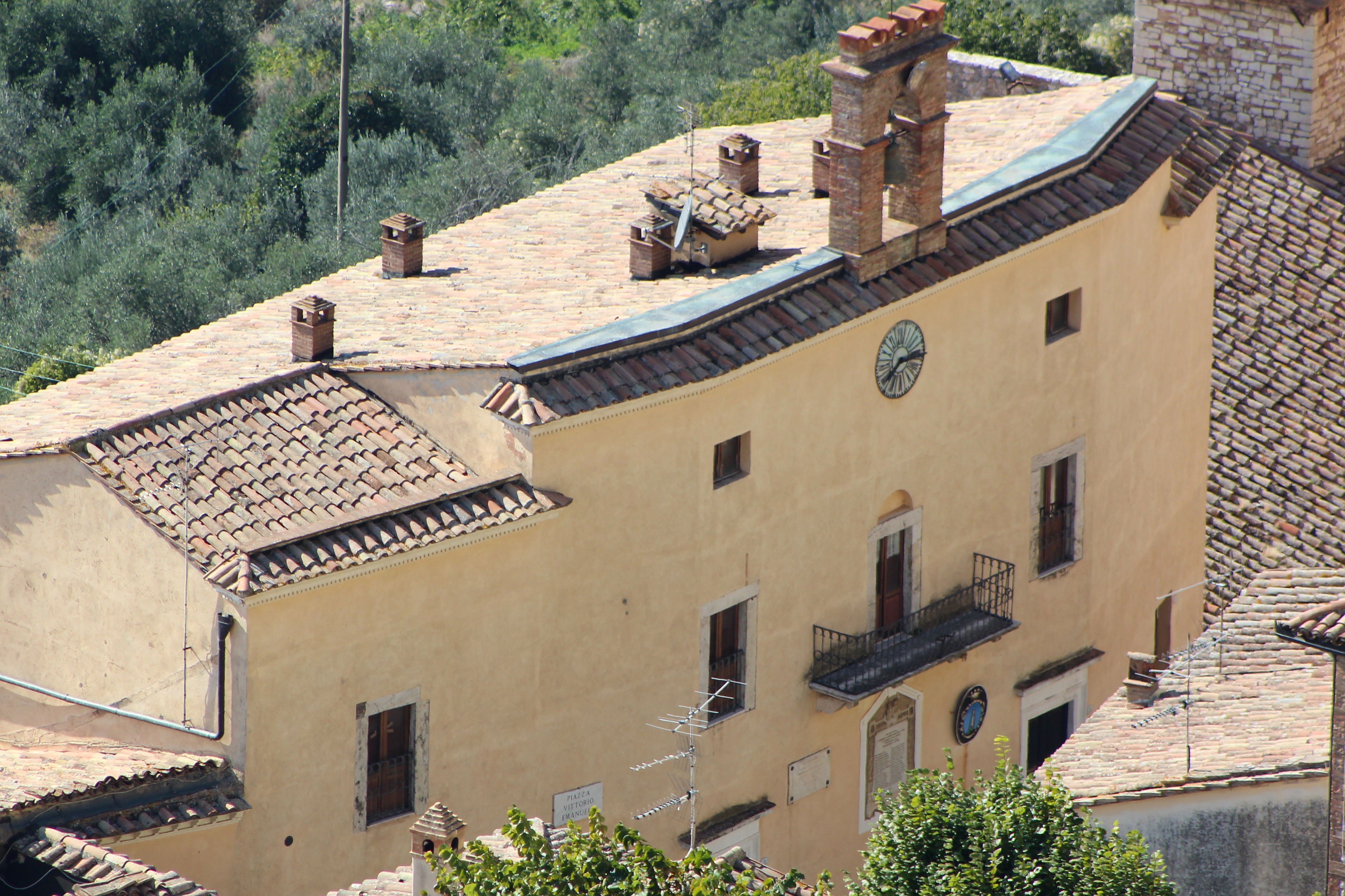
Il palazzo Contelori
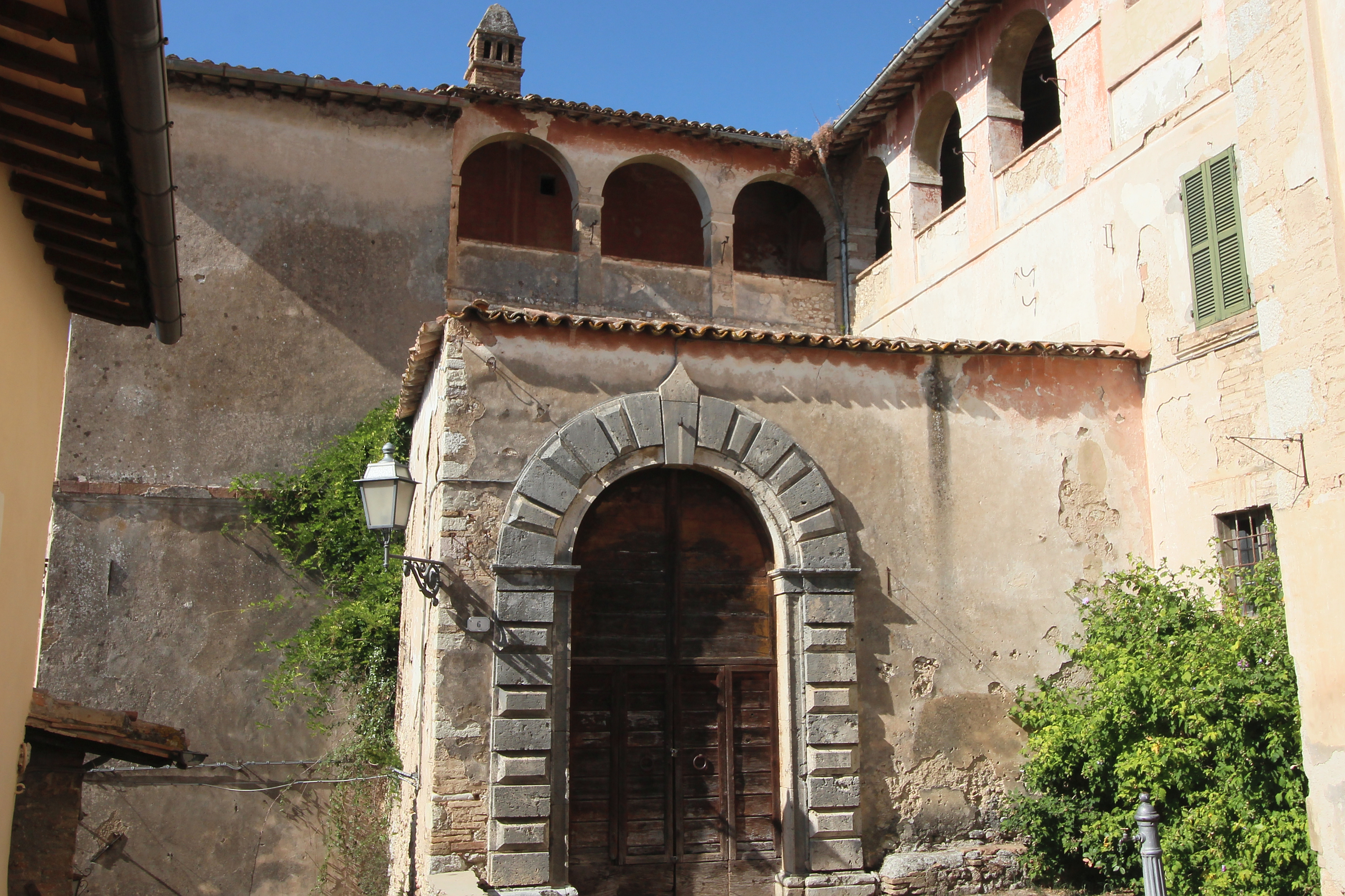
Il palazzo Eustachi
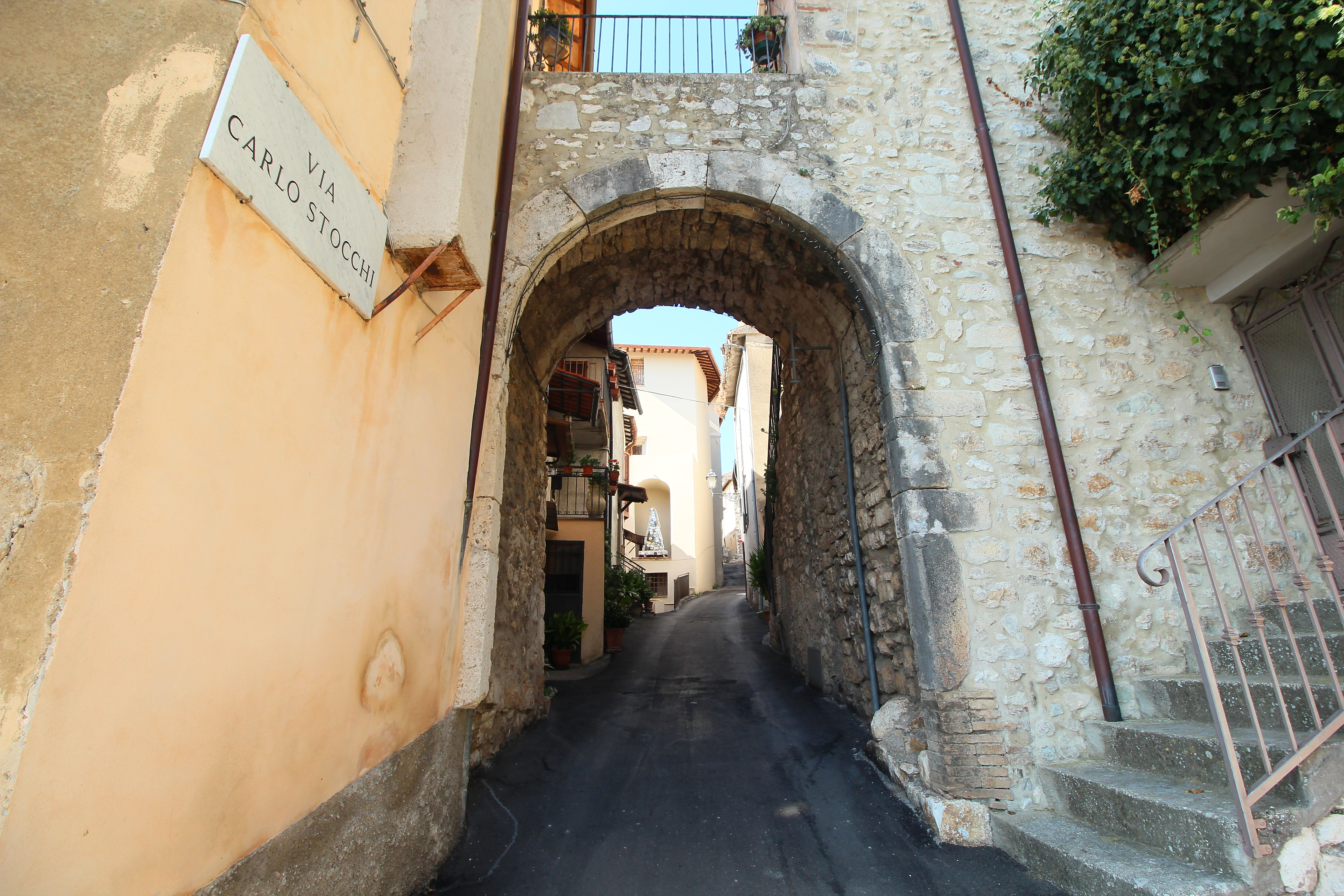
Porta Terni
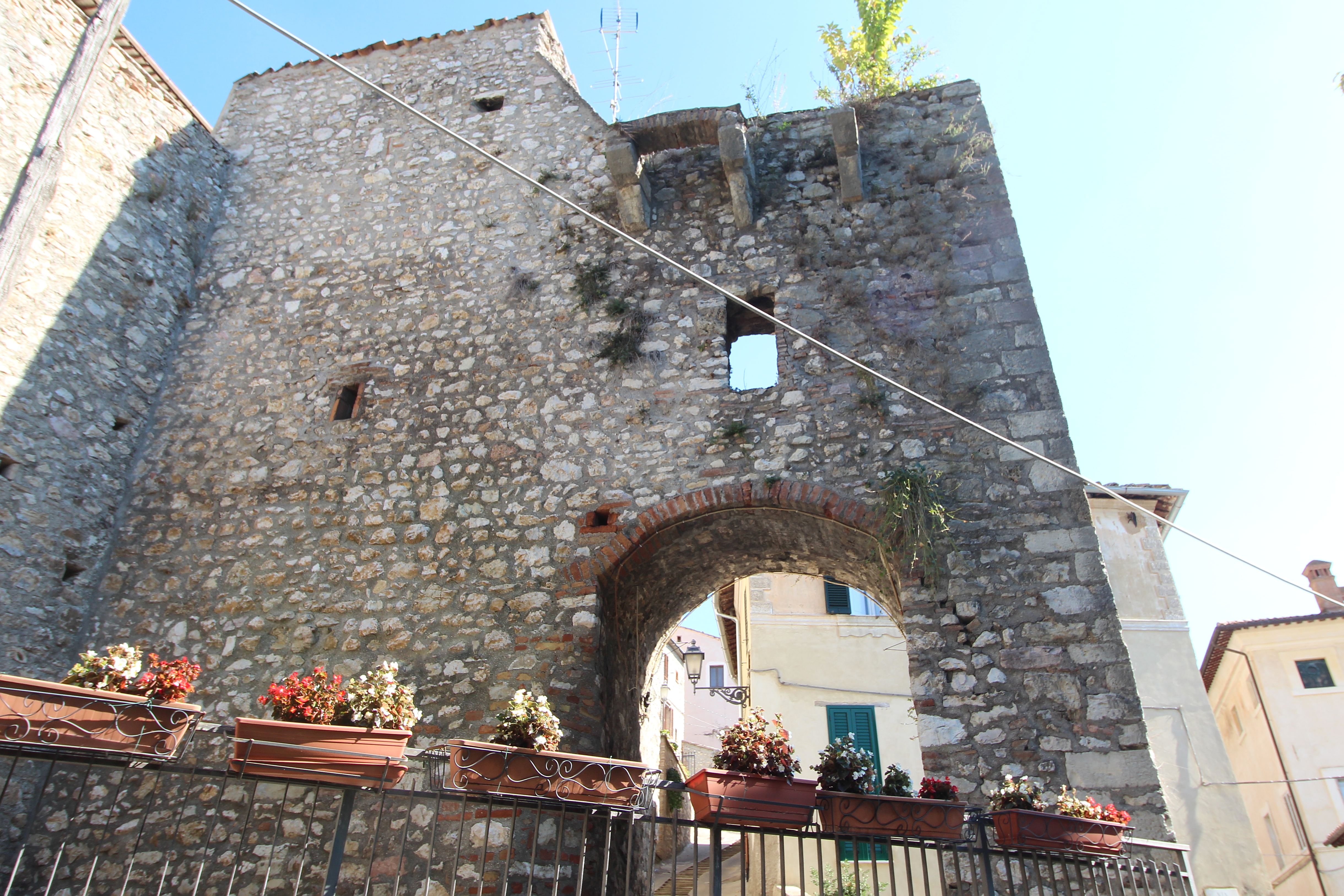
Porta Todi